# Harry Chandlee
Harry Chandlee est un scénariste américain né le 7 décembre 1882 à Washington (D.C.) (États-Unis) et mort le 3 août 1956 à Hollywood (Californie).

## Filmographie

### comme scénariste
- 1914 : The Bomb de Joseph W. Smiley
- 1914 : On Moonshine Mountain d'Edgar Jones
- 1914 : The Ragged Earl de Lloyd B. Carleton
- 1914 : As We Forgive Those de Joseph W. Smiley
- 1915 : The Labyrinth de E. Mason Hopper
- 1915 : The Other Sister de Joseph W. Smiley
- 1915 : The Nation's Peril de George Terwilliger
- 1915 : The Woman Pays d'Edgar Jones
- 1915 : The Steadfast de Joseph W. Smiley
- 1915 : Under the Fiddler's Elm d'Edgar Jones
- 1915 : The Eagle's Nest de Edwin Arden et Romaine Fielding
- 1915 : The Stroke of Fate de Joseph W. Smiley
- 1915 : The Blessed Miracle de Joseph Kaufman
- 1915 : Her Martyrdom d'Arthur V. Johnson
- 1915 : The Attorney for the Defense de Edwin Balmer et Harry Chandlee
- 1915 : Her Weakling Brother de John Ince
- 1916 : The Struggle de John Ince
- 1917 : A Magdalene of the Hills de John W. Noble
- 1917 : The Adventurer d'Alice Guy
- 1917 : God of Little Children de Richard Ridgely
- 1918 : The One Woman de Reginald Barker
- 1919 : Bolshevism on Trial de Harley Knoles
- 1920 : The Law of the Yukon de Charles Miller
- 1921 : Suspicious Wives de John M. Stahl
- 1921 : Out of the Chorus de Herbert Blaché
- 1922 : False Brands de William James Craft
- 1924 : Those Who Judge de Burton L. King
- 1924 : The Man Without a Heart de Burton L. King
- 1924 : La Mine Tragique de Dell Henderson
- 1925 : Anything Once de Justin H. McCloskey et James McHenry
- 1925 : Lilies of the Streets de Joseph Levering
- 1925 : Back to Life de Whitman Bennett
- 1926 : No Babies Wanted de Jack Harvey
- 1927 : Back to Liberty de Bernard McEveety
- 1927 : A Bowery Cinderella de Burton L. King
- 1927 : Broadway Madness de Burton L. King
- 1928 : A Bit of Heaven de Cliff Wheeler
- 1928 : Inspiration de Bernard McEveety
- 1928 : The Stronger Will de Bernard McEveety
- 1928 : Satan and the Woman de Burton L. King
- 1930 : Reno de George Crone
- 1931 : La Blonde platine de Frank Capra
- 1934 : The Back Page d'Anton Lorenze
- 1936 : Le Chant du Missouri de Kurt Neumann
- 1940 : Une petite ville sans histoire de Sam Wood
- 1941 : Sergent York de Howard Hawks
- 1944 : Trois c'est une famille (Three Is a Family) d'Edward Ludwig
- 1944 : Les Aventures de Mark Twain d'Irving Rapper
- 1945 : Rhapsodie en bleu d'Irving Rapper
- 1946 : Le Roman d'Al Jolson d'Alfred E. Green
- 1949 : Tarzan et la Fontaine Magique (en) de Lee Sholem

### comme monteur
- 1926 : No Babies Wanted de Jack Harvey
- 1928 : A Bit of Heaven de Cliff Wheeler
- 1928 : Inspiration de Bernard McEveety
- 1928 : Women Who Dare de Burton L. King
- 1928 : Moulin Rouge de Ewald André Dupont
- 1928 : The Stronger Will de Bernard McEveety
- 1928 : Satan and the Woman de Burton L. King
- 1929 : The Woman in White de Herbert Wilcox
- 1930 : What a Man de George Crone

## Distinctions
- Oscars 1942 : Nomination pour l'Oscar du meilleur scénario original (Sergent York), conjointement avec Abem Finkel, John Huston et Howard Koch